# Боровица (област Кърджали)
Вижте пояснителната страница за други значения на Боровица.
Бо̀ровица е село в Южна България, община Ардино, област Кърджали.

## География
| Население по години | Население по години |
| ------------------- | ------------------- |
| 1956 г.             | 307 души            |
| 1975 г.             | 872 души            |
| 1985 г.             | 713 души            |
| 1992 г.             | 449 души            |
| 2001 г.             | 291 души            |
| 2011 г.             | 249 души            |
| 2019 г.             | 404 души            |

Село Боровица се намира в най-източната част на Западните Родопи, прилежащо към границата им с Източните Родопи, на около 13 km западно от центъра на град Кърджали, 11 km североизточно от град Ардино и 2 – 3 km южно от най-западната част на язовир Кърджали. Разположено е в северните разклонения на родопския Жълти дял, по склоновете в източните части на три възвишения, долчините край които събират в близост до джамията в централната част на селото течащите в тях води в общ поток на изток, който се влива в язовир Кърджали. На около километър североизточно от Боровица е възвишението Кюсе-Хасанлартепеси с най-висока точка 702,8 m.
През Боровица минава третокласният републикански път III-8653, който на юг през село Брезен се свързва при село Кобиляне с третокласния републикански път III-865, водещ на запад към град Ардино, а на изток – към град Кърджали.
Надморската височина в Боровица при джамията е около 440 m, а по околните височини нараства до 500 – 520 m.

## История
Село Боровица е създадено през 1961 г. с името Ча̀мдере чрез признаване за село на съществувалата дотогава населена местност със същото име.
Селото е преименувано от Чамдере на Боровица през 1981 г.
Във фондовете на Държавния архив Кърджали се съхраняват документи от съответни периоди на/за:
- Трудово кооперативно земеделско стопанство „Чамдеренска басма[12]“ – с. Чам дере, Кърджалийско; фонд 406; 1958 – 1995; Промени в наименованието на фондообразувателя:

– Трудово кооперативно земеделско стопанство „Чамдеренска басма“ – с. Чам дере, Кърджалийско (1958 – 1970);
– Трудово кооперативно земеделско стопанство „Х конгрес“ – с. Чам дере, Кърджалийско (1970 – 1981);
– Трудово кооперативно земеделско стопанство „Х конгрес“ – с. Боровица, Кърджалийско (1981 – 1984);
– Бригада – с. Боровица, Кърджалийско (1984 – 1988);
– Селскостопанска бригада – с. Боровица, Кърджалийско (1988 – 1989);
– Колективно земеделско стопанство „Боровица“ – с. Боровица, Кърджалийско (1990 – 1992);
– Колективно земеделско стопанство „Боровица“ в ликвидация – с. Боровица, Кърджалийско (1992 – 1995);
- Всестранна кооперация „Чам дере“ – с. Чам дере, Кърджалийско; фонд 417; 1947 – 1953; Промени в наименованието на фондообразувателя:

– Кредитна кооперация „Чам дере“ – с. Чам дере, Кърджалийско (1947 – 1949);
– Всестранна кооперация „Чам дере“ – с. Чам дере, Кърджалийско (1949 – 1953);
- Основно училище „А. С. Макаренко“ – с. Боровица, Кърджалийско; фонд 1004; 1956 – 1993; Промени в наименованието на фондообразувателя:

– Начално училище – с. Боровица, Кърджалийско (1944 – 1954);
– Основно училище „А. С. Макаренко“ – с. Боровица, Кърджалийско (1954 – ...).

## Население
Преброяване на населението през 2011 г.
Численост и дял на етническите групи според преброяването на населението през 2011 г.:
|                     | Численост | Дял (в %) |
| Общо                | 249       | 100,00    |
| Българи             | 3         | 1,20      |
| Турци               | 235       | 94,37     |
| Цигани              | 0         | 0,00      |
| Други               | 0         | 0,00      |
| Не се самоопределят | 11        | 4,41      |
| Неотговорили        | 0         | 0,00      |

## Религии
Изповядваната в село Боровица религия е ислям.

## Обществени институции
Село Боровица към 2020 г. е център на кметство Боровица, което обхваща селата Боровица и Стар читак.
В селото към 2020 г. има:
- основно училище „Антон Семьонович Макаренко“;[16]
- действащо читалище „Климент Охридски“;[17][18]
- джамия.[19]